# Párhuzamos Kultúráért díj
A Párhuzamos Kultúráért díjat 2001 óta kapják meg az arra érdemesek a MEDIAWAVE Fesztivál keretében.

## Története

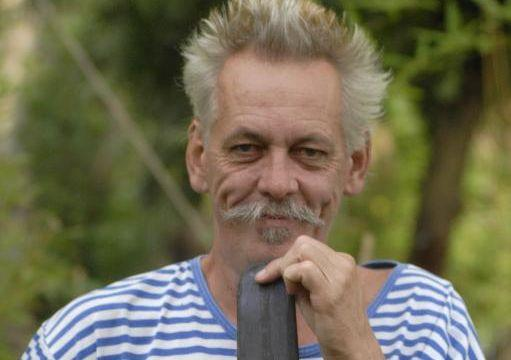
Györgydeák György

2001-ben a MEDIAWAVE Alapítvány kezdeményezte, hogy a „Ravazdi Kerekasztal” szellemiségének folytatásaként díjazásban részesüljenek az olyan magyar és az országban fellépő, egyedi művészeti életpályával rendelkező személyiségek, kiknek civil és/vagy szuverén szellemisége sosem illeszkedett az épp aktuális vagy divatos kulturális irányzatokhoz, hanem saját, belső művészeti iránytűjük által kijelölt útjukat járják. Sokszor nehéz természetű, robbanékony, „nagy lelkű” vagy éppen a végtelenségig szelíd, alázatos, visszahúzódó, szinte észrevétlen személyiségekről van szó. Abban azért hasonlítanak egymásra, hogy kevéssé tudta befolyásolni/megtörni őket a környezet vagy a politika szándékos vagy szándéktalan átlaghoz szorító ereje.
2001-től 2008-ig Györgydeák György grafikus készítette a díjtárgyakat, 2009. óta Sándor József Péter Alkotász.

## Díjazottak

### 2001
- Big Lucky Carter – (1920–2002) ,amerikai blues muzsikus
- Eötvös Gábor – (1921–2002) cirkuszművész
- Jancsó Miklós[2]  – (1921−2014) filmrendező
- Göncz Árpád[2] – (1922–2015) író, műfordító
- Timaffy László – (1916–2002) néprajzkutató
- Tolnai Ottó – (1940–) jugoszláv költő, író

### 2002
- Barsi Ernő[2] – (1920–2013) néprajzkutató
- Dresch Mihály – (1955–) jazzmuzsikus
- Kerekes Gábor – (1945–2014) fotográfus
- Kotnyek István – (1948–) kísérleti filmes, képzőművész
- Kunkovács László – (1942–) ethno fotográfus
- Pharoah Sanders – (1940–) amerikai jazzmuzsikus
- Szirtes András – (1951–) álló és mozgóképkészítő
- Szőke András  – (1962–) színész, filmrendező, masszőr
- Zerkula János – (1927–2008) erdélyi magyar népzenész

### 2003
- Fred Anderson – (1929–2010) amerikai jazzmuzsikus
- Éva Besnyő – (1910–2003) holland fotográfus
- Bíró Yvette[2] – (1930–) filmesztéta
- Ladik Katalin – (1942–) költő, performancer
- Monori Lili – (1945–) színész
- Alanis Obomsawin – (1932–) indián énekes, filmrendező

### 2004

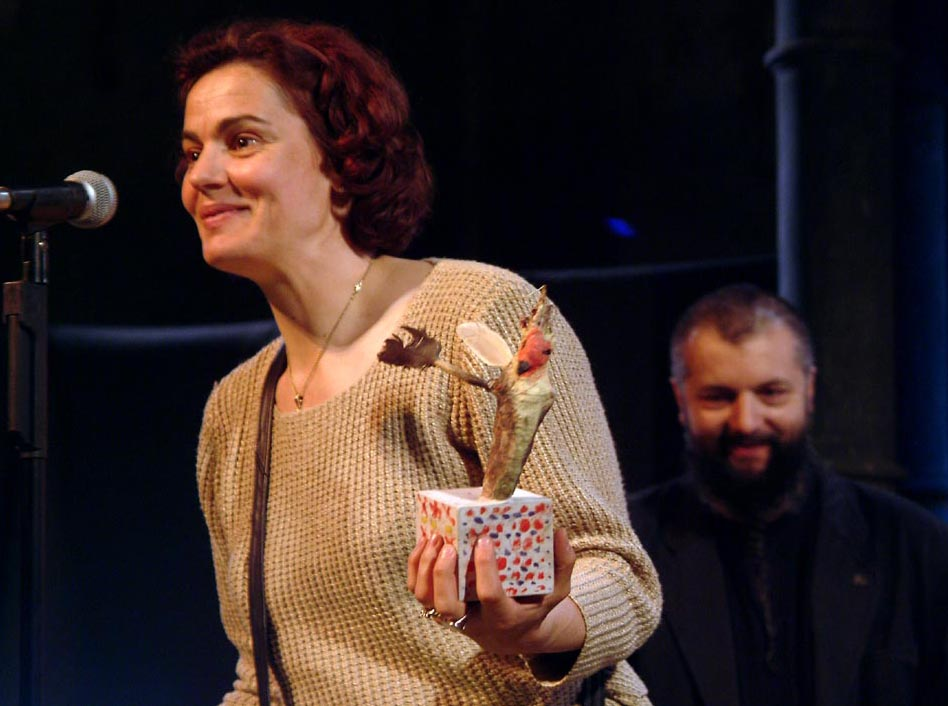
Maia Morgenstern a díjjal

- Grencsó István – (1956–) jazzmuzsikus
- Kása Béla – (1952–) fotográfus
- Maia Morgenstern – (1962–) romániai színésznő
- William Parker – (1952–) jazzmuzsikus
- Sára Sándor[2]  – (1933–) operatőr, filmrendező
- Szabó György – (1959–) szervező (TRAFÓ)
- Várai László – (?–) muzsikus, tanár

### 2005
- Kerekes Péter – (1973–) filmrendező
- Király Ernő – (1919–2007) zeneszerző
- Lajkó Félix[2] – (1974–) muzsikus
- Marton László Távolodó – (?–) író, szervező
- Sára Ferenc – (?–) néptáncos, koreográfus
- Tóth Erzsébet – MEDIAWAVE szervező - speciális díj

### 2006
- Hamid Drake – (1955–) amerikai jazzmuzsikus
- Radu Igazság – (1953–) romániai animátor, kísérleti filmes, fotográfus
- Halász Péter –  (1943–2006) színész, rendező
- Györgyfalvay Katalin – (1937–2012) néptáncos, koreográfus
- Szemző Tibor – (1955–) zeneszerző, muzsikus
- Sátor László – (?–) mesterszakács - speciális díj

### 2007

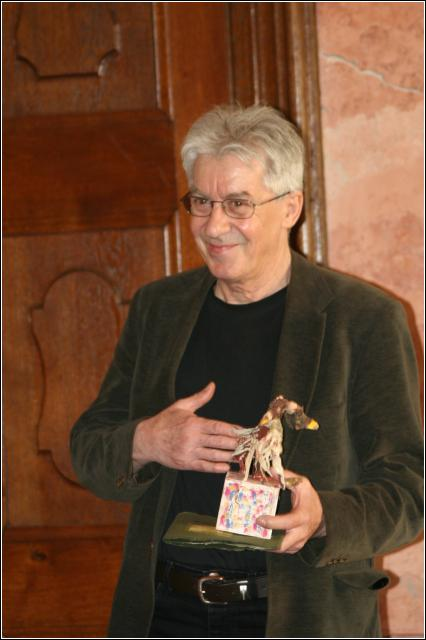
Cseh Tamás a díjjal

- Cseh Tamás[2] –  (1943–2009) énekes, dalszerző
- Gaál István – (1933–2007) filmrendező
- feLugossy László – (1947–) képzőművész, performer
- Han Bennink – (1942–) holland dobos, ütőhangszeres, zeneszerző
- Misha Mengelberg – (1935–2017) holland zongorista, zeneszerző

### 2008
- Jeles András[2] – (1945–) filmrendező
- Kovács Ferenc – (?–) ethno- és jazzmuzsikus, zeneszerző
- Nagy József (Josef Nadj) – (1957–) francia-szerb színész, táncos, rendező, koreográfus
- Mike Hoolboom – (1959–) kanadai filmrendező
- Jiří Menzel – (1938–) cseh filmrendező
- David Murray – (1955–) amerikai jazzmuzsikus, zeneszerző

### 2009

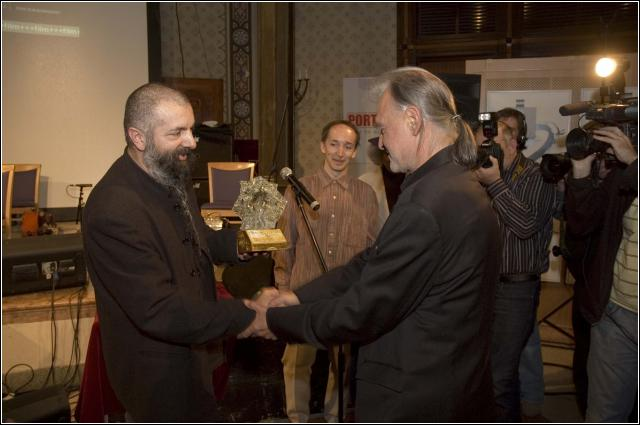
Tarr Béla, amint átveszi a díjat Hartyándi Jenőtől

A díjak átadására a MEDIAWAVE’2009 Fesztivál nyitó ünnepségén belül került sor.
- Nyakó Júlia – (1963–) színész
- Sebő Ferenc – (1947–) népzenész, kutató
- Szabados György – (1939–2011) zeneszerző, muzsikus
- Tarr Béla – (1955–) filmrendező, forgatókönyvíró
- Phil Mulloy – (1948–) angol animációs filmrendező
- Jamaaladeen Tacuma – (1956–) amerikai jazzmuzsikus

### 2010
A díjak átadására a MEDIAWAVE’2010 Fesztivál 20 éves jubileumi ünnepségén belül került sor május elsején, a szombathelyi Pannónia házban.
- Durst György – (1951–) filmproducer
- Ferenczi György – (1968–) muzsikus
- Gulyás Gyula (1944–) és Gulyás János (1946–) filmrendezők
- Kerényi Róbert – (1963–) népzenész
- Iva Bittová – (1958–) cseh énekes, hegedűművész
- Aiming Kubasi – (?–) kínai kultúrdiplomata, tolmács
- Ripoff Raskolnikov – (1955–) osztrák bluesénekes, gitáros
- Urbán András – (1970–) szerb színházi rendező

### 2011
A díjak átadására a MEDIAWAVE 2011 Fesztivál záróünnepségén belül került sor június 11-én, a szombathelyi Weöres Sándor Színházban.
- Boka Gábor – komédiás, bőrös iparművész
- Horváth M. Judit – fotóművész
- DrMáriás – író, muzsikus, festő
- Sinai Varga Gizella  – iráni-magyar festő
- Tanai Erzsébet – népdal énekes, tanár
- Stevan Kovacs Tickmayer – francia-jugoszláv muzsikus, zeneszerző

### 2012
A díjak átadására a MEDIAWAVE 2012 Fesztivál keretében került sor április 28-án, a komáromi Monostori Erőd Ékes termében.
- Benkő Róbert – jazzmuzsikus
- Fábri Géza – népzenész
- Grandpierre Attila – csillagász, költő, muzsikus
- Kiss Béla – romániai festőművész
- Wu Jiang – kínai festőművész
- Lubomír Puksa - szlovák kulturális szervező
- James Blood Ulmer – amerikai jazzmuzsikus

### 2013
A díjak átadására a MEDIAWAVE 2013 Fesztivál keretében került sor május 4-én, a komáromi Monostori Erőd Ékes termében.
- Balogh Attila – költő, író
- Bata Rita – koreográfus, táncos
- Leena Conquest – amerikai énekes, táncos
- Lakatos Mónika – énekes, táncos
- Petrás Mária[2] – énekes, keramikus
- Rutkai Bori – énekes, képzőművész
- Villányi László – költő, szerkesztő

### 2014
A díjak átadására a 24. Mediawave Film és Zenei Együttléten került sor, május 3-án, a komáromi Monostori Erődben.
- Bari Károly – költő, néprajzkutató
- Geröly Tamás – muzsikus, ütőhangszeres
- Kátai Zoltán – énekmondó, muzsikus
- Kovács Norbert „Cimbi” – néptáncos, koreográfus, fesztiválszervező
- Lábass Endre – festőművész, író, fotográfus
- Müller Péter Sziámi[2] – költő, énekes

### 2015

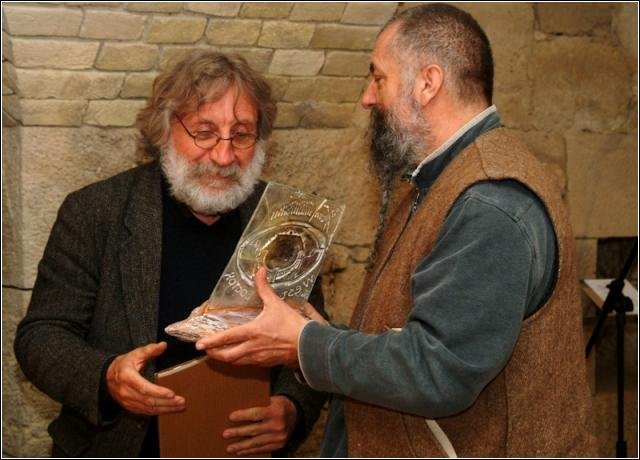
Miquèu Montanaro, amint átveszi a díjat Hartyándi Jenőtől

A díjak átadására a MEDIAWAVE 2015 Fesztivál keretében került sor  május 2-án a komáromi Monostori Erőd kazamata termében.
- Miquéu Montanaro - francia muzsikus, zeneszerző
- Pintér Ambrus OSB - mozis, bencés szerzetes
- Pintér Béla[2] - színész, rendező
- Ráduly Mihály - muzsikus
- Szepesi Imre „Zöld” - lemezlovas, fényfestő
- Wahorn András - festő, grafikus, muzsikus
- ef Zámbó István - festő, grafikus, szobrász, zenész

### 2016
A díjak átadására a 26. Mediawave Fesztivál, újabb nevén 26. Tartóshullám Mediawave Együttlét ideje alatt került sor április 30-án a Monostori Erőd udvari színpadán.
- Czabán György „Kolbász” – függetlenfilmes
- Jász Attila – költő, szerkesztő, esszéíró
- Hrúz Dénes – prímás, népzenész
- Prit Tender – észt animációs filmrendező
- Ujj Zsuzsa – fotográfus, énekes
- Vig László „Vigi” – énekes, muzsikus
- Fazekas Pál – ős párhuzamos közönség (különdíj)

### 2017
A díjak átadására a Mediawave/Tartóshullám 27. Nemzetközi Film- és Zenei Együttlét ideje alatt került sor a Monostori Erődben.
- Bársony Júlia – alternatív színész, rendező, tanár, közösségépítő
- Buglya Sándor – filmrendező, operatőr
- Döbrei Dénes – színész, táncos, koreográfus
- Écsi Gyöngyi – énekes, bábszínész, lelkész
- Szabó Szilárd – néptáncos, tanár, koreográfus
- Várnagy Tibor – galériavezető, szervező

### 2018
A díjakat a Mediawave/Tartóshullám 28. Nemzetközi Film- és Zenei Együttlét idején adták át a Monostori Erődben. Ez évben a díjazottak párok, családok, családtagok voltak.
- Klaniczay Júlia és Galántai György, az Artpool Művészetkutató Központ alapítói
- Komlósi Orsolya és Füredi Zoltán, a Palantír Film Vizuális Antropológiai Alapítvány alapítói
- Török-Illyés Orsolya, Hajdu Szabolcs és gyermekeik, színész-rendező pár családja
- Zalka Imre és a lányok (Luca, Lenke, Léna, Lola), vándor fotográfus és családja, lelkes résztvevői a Mediawave fesztiválnak